# Helen Sachs
Helen Lenie Sachs (* 17. Dezember 1934 in Indonesien; † 15. Februar 2014 in La Posada) war eine niederländische Jazzsängerin.

## Leben
Sachs hatte mit sechs Jahren klassischen Klavierunterricht. Während ihrer Schulzeit trat sie als Vokalistin mit eigenem Jazztrio auf. Ihre Vorbilder waren die Jazzsängerinnen der 1940er Jahre wie Billie Holiday, Ella Fitzgerald und Sarah Vaughan, aber auch Frank Sinatra und Mel Tormé. 1957 zog sie nach Deutschland, ab 1969 begann sie mit kleineren Combos und Bigbands zu konzertieren. Sie arbeitete auch mit verschiedenen Radio- und Fernsehstationen in Europa, u. a. mit TROS und VARA in den Niederlanden, dem Südwestfunk und dem Süddeutschen Rundfunk sowie TV Bratislava. Aufnahmen entstanden u. a. mit Mel Lewis und Jeff Hamilton; außerdem trat sie mit Hank Jones, Art Farmer und Toots Thielemans auf. Sie trat auf dem Bratislava Jazz Festival, dem Montreux Jazz Festival und dem North Sea Jazz Festival auf. Von 1973 bis 1988 unterrichtete sie an der Universität Duisburg. 
1997 zog Sachs in die Vereinigten Staaten. In zweiter Ehe war sie dort mit dem Altsaxophonisten James Helder verheiratet und arbeitete mit ihrer Septett-Formation Crossings und der Big Band on the Rio Grande in Las Cruces, New Mexico. 1999, 2001 und 2004 trat sie in Deutschland auf, u. a. mit ihrem zusammen mit Curt Warren geleiteten Quintett und dem Ralf Butscher Trio.

## Nachwirkung
Die Mesilla Valley Jazz & Blues Society vergibt zur Erinnerung an Helen Sachs eine Helen Sachs Helder Vocal Jazz Scholarship.

## Diskografie
- Gerhard Vohwinkels Allotria Jazz-Band: My Very Good Friends (1969)
- The Joe Pentzlin Trio, feat. Helen Sachs (1974)
- Helen Sachs • Lex Jasper: How My Heart Sings (1978)
- Bratislava Jazz Days 1979 (mit Laco Gerhardt)
- Salut! Green and Orange (1996, mit Rüdiger Wilke, Ziroli Winterstein, Gerold Heitbaum, Reinhard Glöder)
- The Real Thing (1996)
- Cologne Jazz Orchestra (1997)
- Through Jenny’s Eyes (2000 mit Curt Warren)
- Helen Sachs - The Combo Years 1985–1995 (ed. 2004, mit Ralf Butscher Trio, Hans G. Adam Duo)
- Helen Sachs & The Ralf Butscher Trio, live in Wuppertal (2005)